# Quadratus
Quadratus é um gênero de mixinas com quatro espécies descritas: Quadratus ancon,Quadratus nelsoni Quadratus taiwanae e Quadratus yangi.